# زمان قطر
زمان قطر (انگلیسی: Time in Qatar) موقعیت زمانی کشور قطر است که سه ساعت از ساعت جهانی جلوتر است (یوتی‌سی ۳:۰۰+). قطر از ساعت تابستانی پیروی نمی‌کند.